# Česká šachová extraliga 2005/2006
Česká šachová extraliga 2005/06 byla nejvyšší šachovou soutěží v sezoně 2006/07 v Česku. Zúčastnilo se 12 družstev, přičemž nováčci byli Lokomotiva Brno B a TJ Pankrác. Pro oba to byla první účast v nejvyšší soutěži.
Družstva byla rozdělena do dvojic podle geografické blízkosti a sezóna byla odehrána formou dvoukol v sobotu a v neděli, kdy vždy tři dvojice tedy 6 družstev hrálo toto dvoukolo doma a šest venku. Navíc bylo mezi třetí a čtvrté dvoukolo vloženo sobotní kolo, ve kterém se vzájemně střetla družstva z jednotlivých dvojic. Hracími dny byly 15./16. říjen 2005, 5./6. listopad 2005, 3./4. prosinec 2005, 14. leden 2006, 25./26. únor 2006, 25./26. březen 2006.
Svého třetího vítězství vítězství dosáhl tým Bauset Pardubice před Lokomotivou Brno A. Na 3. místo dosáhl tým ŠK SK Zlín. Z extraligy sestoupili oba nováčci Lokomotiva Brno B a TJ Pankrác.

## Konečná tabulka
| Poř. | Tým                   | Z  | V | R | P  | BZ | BP   | VP |
| ---- | --------------------- | -- | - | - | -- | -- | ---- | -- |
| 1.   | Bauset Pardubice (EP) | 11 | 9 | 2 | 0  | 29 | 57,0 | 33 |
| 2.   | Lokomotiva Brno A     | 11 | 9 | 1 | 1  | 28 | 58,5 | 41 |
| 3.   | ŠK SK Zlín            | 11 | 7 | 0 | 4  | 21 | 51,0 | 38 |
| 4.   | ŠK Mahrla Praha       | 11 | 6 | 2 | 3  | 20 | 49,0 | 26 |
| 5.   | Labortech Ostrava     | 11 | 6 | 1 | 4  | 19 | 48,0 | 35 |
| 6.   | A64 Hagemann Opava    | 11 | 6 | 1 | 4  | 19 | 48,5 | 28 |
| 7.   | Sokol Plzeň Ingem     | 11 | 6 | 1 | 4  | 19 | 45,5 | 27 |
| 8.   | ŠK Sokol Vyšehrad     | 11 | 5 | 1 | 5  | 16 | 42,5 | 21 |
| 9.   | TJ Zikuda Turnov      | 11 | 3 | 1 | 7  | 10 | 40,5 | 21 |
| 10.  | TŽ Třinec             | 11 | 3 | 0 | 8  | 9  | 38,0 | 20 |
| 11.  | Lokomotiva Brno B (N) | 11 | 1 | 0 | 10 | 3  | 29,0 | 15 |
| 12.  | TJ Pankrác (N)        | 11 | 0 | 0 | 11 | 0  | 21,0 | 5  |